# 5317 Verolacqua
5317 Verolacqua eller 1983 CE är en asteroid i huvudbältet som upptäcktes den 11 februari 1983 av den amerikanska astronomen Carolyn S. Shoemaker vid Palomar-observatoriet. Den är uppkallad efter Veronica L. Passalacqua.
Asteroiden har en diameter på ungefär 9 kilometer och den tillhör asteroidgruppen Eunomia.